# Jacob Senleches
Jacob Senlechos o Jacopinus Selesses (Évreux, ... – 1395) è stato un compositore francese appartenuto all'ars subtilior.

## Biografia

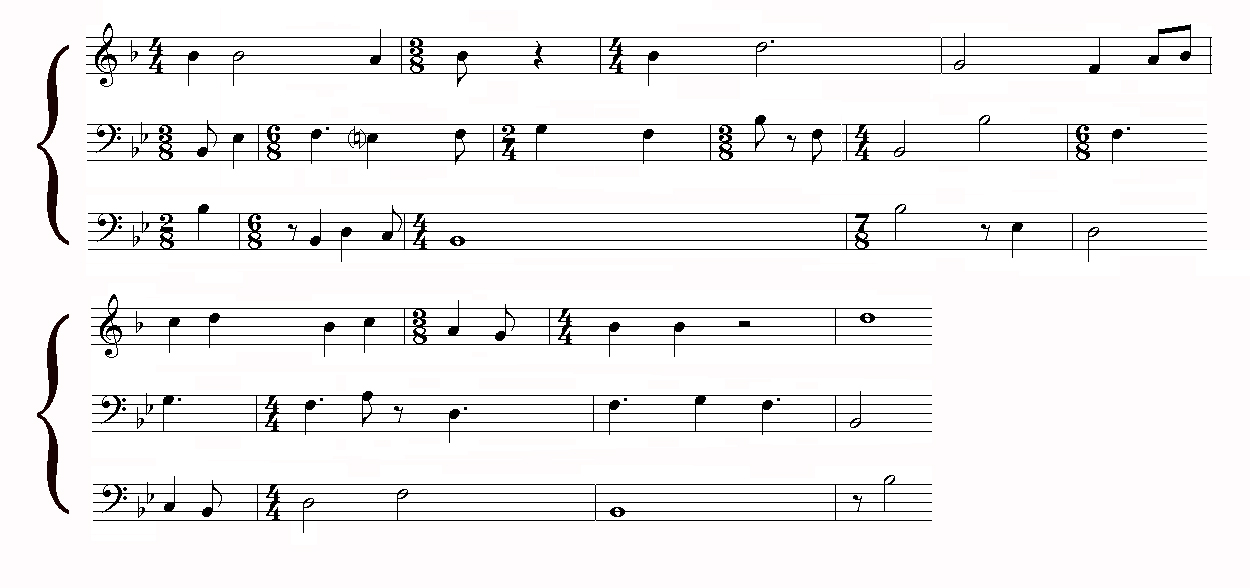
Fuions de ci - Jacob de Senleches

Molto poco si conosce della sua vita se non che fu alla corte di Eleonora nel settembre del 1382 forse al suo servizio. Nella ballata Fuoins de ci egli lamenta la morte della sovrana e proclama di cercare fortuna in Aragona, Francia o Bretagna. Successivamente fu al servizio di Pedro de Luna, Cardinale di Aragona, poi Antipapa Benedetto XIII, in qualità di arpista. Esiste un documento contabile del 21 agosto 1383, della corte di Navarra,  che certifica un pagamento a  "Jaquemin de Sanleches, suonatore di arpa". Il pagamento è fatto affinché Jacquemin possa tornare al servizio del suo protettore Pedro de Luna.
Una supplica a Benedetto XIII del 1395 consiste in una richiesta dei benefici connessi ad una parrocchia della diocesi di Cambrai.
Nonostante il piccolo numero di composizioni, Jacob de Senleches è ritenuto una personalità centrale dell'Ars subtilior.

### Opere
ballate
- En attendant esperance
- Fuions de ci
- Je me merveil/ J'ay pluseurs fois

Virelai
- En ce gracieux tamps
- La harpe de melodie
- Tel me voit